# Bartosz Jagielski
Bartosz Jagielski (ur. 1 października 1989 r. w Szprotawie) – polski wokalista i kompozytor.

## Kariera zawodowa
Karierę muzyczną rozpoczął w wieku 14 lat jako wokalista zespołu Amadeos, który wykonywał muzykę disco. Wylansował hity takie jak „Diablica” czy „No weź polewaj!”, które osiągnęły kilkadziesiąt milionów odtworzeń w serwisie internetowym YouTube. W 2021 roku został nagrodzony w kategorii Kultura w plebiscycie na Osobowość Województwa Łódzkiego 2020 i Osobowość Powiatu Wieluńskiego.

## Życie prywatne
Od 2017 do 2025 żonaty z Agnieszką Jagielską.

## Dyskografia

### Albumy kompilacyjne
| Rok  | Album |
| ---- | --- |
| 2020 | No weź polewaj! - Data wydania: 10 sierpnia 2020 - Wydawca: Bartosz Jagielski - digital download, streaming |

### Single
| Rok  | Tytuł                       | Certyfikat              |
| ---- | --------------------------- | ----------------------- |
| 2015 | „Diablica”                  | - ZPAV: złota płyta     |
| 2015 | „Jestem kawalerem”          |                         |
| 2016 | „Chytry plan”               |                         |
| 2016 | „Małgorzata”                |                         |
| 2016 | „Zostań mą królewną”        |                         |
| 2016 | „Szatynka”                  |                         |
| 2016 | „Namieszałaś w głowie”      |                         |
| 2016 | „Zatańcz tylko dla mnie”    |                         |
| 2016 | „Playboy”                   |                         |
| 2016 | „Zakochana”                 |                         |
| 2017 | „Chcę byś była tylko moja”  |                         |
| 2017 | „Piękna dziewczyno”         |                         |
| 2018 | „W moim niebie”             |                         |
| 2019 | „Powiedz mi”                |                         |
| 2019 | „W moich snach”             |                         |
| 2020 | „Szalona nastolatka”        |                         |
| 2020 | „Ona tańczy dla mnie”       |                         |
| 2020 | „No weź polewaj!”           | - ZPAV: platynowa płyta |
| 2020 | „W te święta”               |                         |
| 2021 | „Adrenalina”                |                         |
| 2021 | „Jesteś moim całym światem” |                         |
| 2021 | „Dziewczyna z klasy”        |                         |
| 2021 | „Bawią się (Wesele)”        |                         |
| 2021 | „Miłość, to miłość”         |                         |
| 2022 | „Hej Mamasita”              |                         |
| 2022 | „Może to Mars”              |                         |
| 2022 | „Wakacyjny sen”             |                         |
| 2023 | „Zimna wódeczka”            | - ZPAV: złota płyta     |

## Nagrody i nominacje
| Rok  | Konkurs                              | Kategoria | Rezultat |
| ---- | ------------------------------------ | --------- | -------- |
| 2022 | Osobowość Roku Polski 2022           | Kultura   | Wygrana  |
| 2022 | Osobowość Województwa Łódzkiego 2022 | Kultura   | Wygrana  |
| 2021 | Osobowość Województwa Łódzkiego 2020 | Kultura   | Wygrana  |
| 2021 | Osobowość Roku Polski 2020           | Kultura   | Laureat  |